# Ladang Peris
Ladang Peris is een bestuurslaag in het regentschap Batang Hari van de provincie Jambi, Indonesië. Ladang Peris telt 2717 inwoners (volkstelling 2010).